# カードン
カードン（Kardon ）とは、アメリカ軍が第二次世界大戦中軍用カメラの不足からプレミア・インストゥルメント（Premier Instrument Corporation ）に製造させたコピーライカカメラである。

## 概要
第二次世界大戦中アメリカ軍はカメラの不足に悩まされ、ニューヨーク・ライツの下請けをしていたプレミア・インストゥルメントに1945年コピーライカを製造するよう指示した。プレミア・インストゥルメントはニューヨーク・ライツの協力を得て調査を開始したが部品の個体誤差が大きく、要求精度を実現した上で大量生産するためには部品製造の精度を上げる必要があると判断された。このため工作機械の改良から始める必要があり投資は当時の費用で50万ドルに上ったが、完成したのは戦争がすでに終わった1947年であり、軍からの発注が取り消されていたため市販された。しかし後にアメリカ陸軍通信隊のため特殊仕様に変更されたモデルが製造されている。名称は社長のピーター・カードン（Peter Kardon ）から採ったと言われている。レンズマウントはライカLマウントを使用し、エクター（Ektar ）47mmF2が装着されている。
同様にイギリス軍は戦後エルンスト・ライツ（現ライカ）の工場からライカIIIbの設計図を接収してリード&シギリストにリードを、日本軍は戦中から光学精機（後のニッカカメラ）にニッポンカメラを製造させている。

## 機種
- カードン - ライカIIIaのコピー。ライカIIIbやライカIIIcのコピーとする資料もあるが、ファインダー接眼部と距離計接眼部は離れており、またダイキャストにはなっていない。ただし距離計の視度調整機構は接眼部ではなくライカIIIb以降のカメラと同様巻戻ノブ基部にある。シャッター最高速は1/1000秒であり、スローシャッターも装備している。当初は300ドル以上で販売されたが日本製コピーライカに対抗するため250ドルに値下げされた。それでも販売は芳しくなく、製造台数は300台とも500台とも言われ不詳。後に製造された軍用と区別するため「シビリアン・カードン」と俗称される。ヘリコイド繰出ギヤはカメラに向かってマウント左上にある。
- PH-629/UF - 東西冷戦の始まりを予見したアメリカ陸軍通信隊（Signal Corps ）から出された「気温-56度から+71度の気温変化下で確実に撮影できること」という条件を受けてまず2台が試作され、1948年5月28日陸軍に提出され、フォート・マンムース陸軍試験場低温実験室で7時間放置された後撮影テストにて動作した。1951年6月契約番号AF33(038)6864にて990台、1954年5月契約番号AF33(660)21804にて664台が納入され、計1654台が製造された[1]。厚い手袋をしたまま撮影できるよう巻上ノブを大型化、スローシャッターダイヤルに突起がつけられ、シャッターボタンの位置が高くなっており、スローシャッターダイヤルと干渉しないためヘリコイド繰出ギヤがマウント左下に移され、底蓋開閉ロックがバネで外に押し出されるようになっている。また酷使に耐えるようファインダーと距離計のアイピースに保護カバーがついている。「ミリタリー・カードン」「コールド・カメラ」等と俗称されている。